# Ignacy Rafał Czerwiakowski

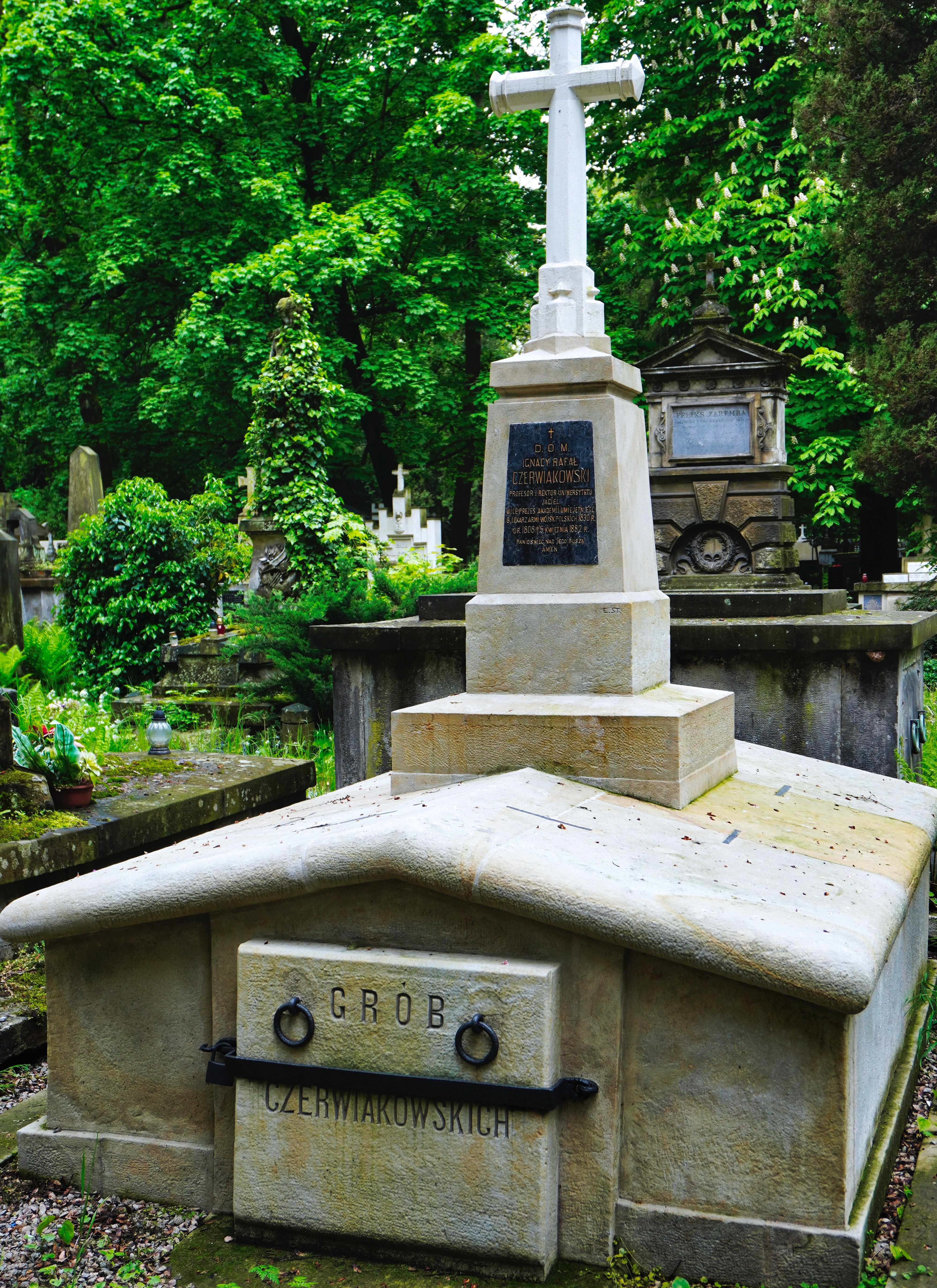
Grobowiec Ignacego Rafała Czerwiakowskiego na cmentarzu Rakowickim w Krakowie

Ignacy Rafał Napoleon Czerwiakowski (ur. 28 lipca 1808 w Krakowie, zm. 5 kwietnia 1882 w Krakowie) – polski botanik i lekarz, profesor i rektor Uniwersytetu Jagiellońskiego w latach 1862-1863, poseł-wirylista Sejmu Krajowego Galicji I kadencji. Dyrektor  Ogrodu Botanicznego w Krakowie.

## Życiorys
Urodził się w 1808 Krakowie jako syn Rafała Józefa – nadwornego lekarza króla Stanisława Augusta Poniatowskiego i twórcy pierwszej w Polsce katedry chirurgii.
W latach 1825–1826 Ignacy Rafał Czerwiakowski studiował nauki przyrodnicze i był równocześnie asystentem w Katedrze Fizyki Uniwersytetu Jagiellońskiego. W latach 1826–31 studiował medycynę i jako asystent pracował w Katedrze Historii Naturalnej. Przyłączył się do powstania listopadowego jako lekarz i kierownik głównego szpitala wojskowego, uczestniczył w obronie Warszawy Organizował transport rannych. Za działalność w okresie powstania odznaczony został Złotym Krzyżem Zasługi. Zatrzymany przez Rosjan leczył ich rannych i mógł wrócić do Krakowa w 1832. W kolejnym roku doktoryzował się z medycyny. W kolejnych latach zatrudniony był jako adiunkt w Katedrze Historii Naturalnej oraz w Ogrodzie Botanicznym UJ. W latach 1836–38 odbył staż w Berlinie z zakresu medycyny i nauk przyrodniczych. Po powrocie został nauczycielem przyrody i rolnictwa w Instytucie Technicznym. Od 1843 był dyrektorem Ogrodu Botanicznego, który pod jego rządami stał się jednym z czołowych ogrodów środkowej Europy. W latach 1843–50 już jako profesor zwyczajny (profesor historii naturalnej) pracował na Wydziale Lekarskim UJ, a w latach 1850–70 jako profesor zwyczajny botaniki na Wydziale Filozofii UJ.. Był także dziekanem Wydziału Filozoficznego UJ.
Czerwiakowski był rektorem UJ w roku akademickim 1862/63, po kadencji Józefa Dietla. Od 1842 był członkiem korespondentem Towarzystwa Naukowego Krakowskiego, a od 1843 członkiem czynnym. Od 1872 był członkiem czynnym, powstałej z przekształcenia Towarzystwa Naukowego Krakowskiego, Akademii Umiejętności, w latach 1875-1878 – jej wiceprezesem. W latach 1875–1878 Ignacy Rafał Czerwiakowski był dyrektorem Wydziału Matematyczno-Przyrodniczego AU i współorganizatorem Komisji Fizjograficznej Akademii Umiejętności, w latach 1865-1866 i w 1873 – jej przewodniczący; w latach 1866-1869 i 1873-1877 – przewodniczącym Sekcji Botanicznej Komisji Fizjograficznej Akademii Umiejętności Członek korespondent Galicyjskiego Towarzystwa Gospodarskiego (1861-1882).
Zmarł w Krakowie. Spoczywa na cmentarzu Rakowickim – pas 25, wsch.

## Publikacje
Ważniejsze publikacje:
- Botanika ogólna roślin jawnopłciowych (tomy 1 i 2, 1841)
- Botanika lekarska (1861)
- Botanika szczególna (tomy 1-6, 1849-1863)